# 山口県立山口農業高等学校西市分校
山口県立山口農業高等学校西市分校（やまぐちけんりつやまぐちのうぎょうこうとうがっこうにしいちぶんこう）は、山口県下関市豊田町大字殿敷にある公立高等学校。

## 概要
山口県の県立高校再編整備計画に沿って、山口県立西市高等学校を山口県立山口農業高等学校の分校とすることにより設立された。西市高校時代の総合選択制を踏襲しつつ、総合学科として募集し2年次に普通系列（進学コース、就職コース）と農業系列（園芸コース、食品コース）に分かれるカリキュラムとした。

### 教育方針
社会的・職業的自立に向けて、社会の一員として求められる意識や態度及び豊かな人間性を備えた生徒の育成を目指す。
学校教育目標は「協感・協学・協働」

## 沿革

### 年表
- 2019年4月1日 - 山口県立山口農業高等学校西市分校開校

## 基礎データ

### 所在地
- 山口県下関市豊田町大字殿敷834-5

### 通学区域
- 山口県

### アクセス
- ブルーライン交通西市高校線西市高校バス停下車

## 学校行事
| - 4月 始業式・入学式 - 5月 生徒総会 - 6月 援農インターンシップ | - 7月 インターンシップ・終業式 - 8月 - 9月 始業式・体育祭 | - 10月 大学出前授業 - 11月 文化祭 - 12月 終業式 | - 1月 始業式 - 2月 - 3月 終業式・卒業式 |

## 部活動

### 運動部
- ボート部
- 硬式野球部
- 陸上競技部
- 卓球部
- バレーボール部

### 文化部
- 吹奏楽部
- 総合文化部